# Nexans
Nexans S.A. er en fransk multinational producent af kabler og optiske fibre med hovedkvarter i Paris.
Koncernen er aktiv indenfor fire områder: Konstruktion & infrastruktur; eltransmissionsledninger; datakabler; industriløsninger.
De er tilstede i 34 lande og har over 26.000 ansatte.